# Tawny
Tawny  è un nome proprio di persona inglese femminile.

## Varianti
- Femminili: Tahnee[1], Tawnee[1][2], Tawnie[1][2], Tawni[2]
  - Diminutivi: Tanni[2], Tanny[2], Tannie[2]

## Origine e diffusione
È un nome moderno, che deriva dal termine inglese tawny, "di colore tan (o tenné, o fulvo)". Etimologicamente è riconducibile al francese antico tauné, termine che faceva riferimento al colore marrone-giallognolo delle pelli conciate, a sua volta da tané, participio passato di taner, "conciare la pelle".

## Onomastico
Il nome è adespota, ovvero non è portato da alcuna santa, quindi l'onomastico si potrebbe festeggiare in occasione di Ognissanti, che cade il 1º novembre. Alcune fonti suggeriscono però di festeggiarlo in memoria di san Sawyl Felyn, re di Dyfed, detto "il rosso" (o the tawny, in inglese), la cui memoria cade il 15 gennaio.

## Persone
- Tawny Cypress, attrice statunitense
- Tawny Kitaen, modella e attrice statunitense
- Tawny Little, modella e conduttrice televisiva statunitense
- Tawny Roberts, pornoattrice statunitense

### Varianti
- Tanni Grey-Thompson, atleta e conduttrice televisiva britannica
- Tahnee Welch, attrice statunitense

## Il nome nelle arti
- Tawnee è un personaggio del romanzo di Terry Pratchett Thud!.
- Tannie è un personaggio del romanzo di Brunella Gasperini Le note blu.
- Tawni Balfour è un personaggio del videogioco Heroes of Might and Magic IV.
- Tawni Hart è un personaggio delle serie televisive Sonny tra le stelle e So Random!.
- Tanni Hostrup è un personaggio dell'antologia di racconti Hoka sapiens.
- Tawny Moore è un personaggio della soap opera Beautiful.